# Aldcliffe
Aldcliffe är en by i civil parish Aldcliffe-with-Stodday, i distriktet Lancaster, i grevskapet Lancashire, i England. Byn är belägen 6 km från Heysham. Aldcliffe var en civil parish 1866–1935 när blev den en del av Lancaster. Civil parish hade 69 invånare år 1931. Byn nämndes i Domedagsboken (Domesday Book) år 1086, och kallades då Aldeclif.